# 23768 Абу-Рмаїлех
23768 Абу-Рмаїлех (1998 MT32, 1994 GJ9, 23768 Abu-Rmaileh) — астероїд головного поясу, відкритий 24 червня 1998 року.
Тіссеранів параметр щодо Юпітера — 3,588.